# اسکناس پنج دلاری آمریکا
اسکناس پنج دلاری آمریکا پولی رایج در آمریکا می‌باشد. بر روی اسکناس پنج دلاری عکس آبراهام لینکلن؛شانزدهمین رئیس جمهور امریکا و بر پشت آن یادبود لینکلن نقش شانزدهمین رییس جمهور آمریکا است.